# Federale Gezondheidsinspecteur
De Federale Gezondheidsinspecteur (FGI) (in het Frans: Inspecteur d'hygiène fédéral, IHF) is in België in een provincie de vertegenwoordiger van de Federale Overheidsdienst Volksgezondheid. Er is een Federale Gezondheidsinspecteur voor elke provincie en voor het Brussels Hoofdstedelijk Gewest. Ze zijn de gesprekspartners van de provinciegouverneurs, de burgemeesters, gezondheidswerkers en burgers voor federale bevoegdheden inzake volksgezondheid. De Federale Gezondheidsinspecteurs zijn artsen die als ambtenaar in dienst zijn van de FOD Volksgezondheid. De Federale Gezondheidsinspecteurs worden in hun taken bijgestaan door een adjunct (Adj-FGI; een verpleegkundige) en een Psychosociaal Manager (PSM). Samen vormen zij de provinciale gezondheidsinspectie. De taken van de Federale Gezondheidsinspecteurs bevinden zich op het gebied van de Dringende Geneeskundige Hulpverlening (DGH) en rampenbestrijding, de Provinciale Geneeskundige Commissies (PGC) en het toezicht op de gezondheidswerkers, de verplichte poliovaccinaties en nog enkele kleinere taken. 

## Taken

### Dringende Geneeskundige Hulpverlening
De Federale Gezondheidsinspecteurs houden toezicht op de werking van de Dringende Geneeskundige Hulpverlening (het 112-systeem) in hun provincie en inspecteren alle diensten die binnen dit systeem werken; met name de spoedgevallendiensten van ziekenhuizen, de ambulancediensten, de Mobiele Urgentiegroepen, de Hulpcentra 100/112 en de provinciale ambulanciersscholen. Zij hebben hiertoe altijd toegang tot al deze diensten en mogen alle documenten opvragen die nodig zijn voor dit toezicht. Zij stellen eventuele inbreuken vast in de vorm van een proces-verbaal. Spoedgevallen- en MUG-diensten in Vlaanderen vallen naast het toezicht van de FGI ook onder het toezicht van de Zorginspectie. De adjuncten van de Federale Gezondheidsinspecteurs begeleiden de ambulancediensten in hun taken en reiken de onderscheidingstekens voor hulpverlener-ambulanciers (de 'badges 112') uit.
De Federale Gezondheidsinspecteurs zitten ook de Provinciale Commissies voor Dringende Geneeskundige Hulpverlening (PCDGH) voor. Deze Commissies bestaan uit de vertegenwoordigers van het provinciale Hulpcentrum 100/112, de ambulancediensten, de spoedgevallendiensten, de MUG-diensten, de huisartsenwachtdiensten, het Rode Kruis en de provinciegouverneur. Ze houden toezicht op de werking van de Hulpcentra 100/112 en de ambulanciersopleiding in de provinciale ambulanciersscholen en overleggen over de medische preventiemaatregelen bij risicomanifestaties en de algemene werking van de Dringende Geneeskundige Hulpverlening in hun gebied.

### Rampenbestrijding
De Federale Gezondheidsinspecteurs ontwikkelen het medische luik van de rampenplannen voor hun provincie en zorgen voor de plaatselijke uitvoering van de federale rampenplannen (zoals bijvoorbeeld het nucleair noodplan). Bij rampen vertegenwoordigen de Federale Gezondheidsinspecteurs de minister van Volksgezondheid en dragen ze de administratieve bevoegdheid over de medische discipline. De Psychosociale Managers staan de Federale Gezondheidsinspecteurs bij met betrekking tot de psychosociale opvang in het kader van het Psychosociaal Interventieplan (PSIP). Het Hulpcentrum 100/112 is als enige formeel bevoegd het Medisch Interventieplan (MIP; het medisch rampenplan) af te kondigen. Als het dat doet stelt het de Federale Gezondheidsinspecteur op de hoogte. De Federale Gezondheidsinspecteur is wel bevoegd de afkondiging van het MIP formeel te vragen aan het Hulpcentrum 100/112, dat de afkondiging dan formeel doet. De Federale Gezondheidsinspecteur informeert op zijn beurt de minister en de FOD Volksgezondheid over de omstandigheden van een ramp en houdt contact met alle bij de ramp betrokken diensten, waaronder de provinciegouverneur, de Hulpcentra 100/112 en de Directeur Medische Hulpverlening (Dir-Med; vroeger DMH) op het terrein. Ook kan de Federale Gezondheidsinspecteur aansturen op maatregelen om de volksgezondheid te beschermen. Het MIP wordt beëindigd op vraag van de Dir-Med of de Federale Gezondheidsinspecteur. Na afloop van de interventie moeten alle bij het MIP betrokken hulpdiensten een verslag opsturen naar de Federale Gezondheidsinspecteur.

### Uitoefening van de gezondheidsberoepen
De Federale Gezondheidsinspecteur is de secretaris van de Provinciale Geneeskundige Commissie (PGC) van zijn provincie. In dit verband houdt de Federale Gezondheidsinspecteur toezicht dat alle gezondheidswerkers hun beroep op een wettige manier uitoefenen, op de intrekking van visa (die toegang geven tot beroepen in de gezondheidszorg) van gezondheidswerkers, op de organisatie van de huisartsenwachtdiensten en op het voorschrijven van verdovende middelen. Hij informeert ook de betrokkenen over beslissingen van de Provinciale Geneeskundige Commissie, de Geneeskundige Beroepscommissie, de bevoegde Orden of de rechtbanken over de uitoefening van hun beroep. Verder meldt de Federale Gezondheidsinspecteur beroepsfouten van gezondheidswerkers of illegale praktijken aan respectievelijk de bevoegde Orde of het parket.

### Andere taken
De Federale Gezondheidsinspecteur houdt ten slotte ook toezicht op de verplichte poliovaccinatie, behandelt klachten over tatoeages of piercings en geeft advies over begrafenissen buiten begraafplaatsen.

## Gemeenschapsbevoegdheden
De bevoegdheden op het gebied van volksgezondheid en gezondheidszorg zijn in België verdeeld tussen de federale overheid en de Gemeenschappen. De Federale Gezondheidsinspecteurs houden dus enkel toezicht op de federale bevoegdheden. De Gemeenschappen zijn bevoegd voor onder andere de erkenning en kwaliteitsbewaking van zorginstellingen zoals ziekenhuizen, preventieve gezondheidszorg, geestelijke gezondheidszorg, thuiszorg, ouderenzorg, revalidatie en verslavingszorg. In de Vlaamse Gemeenschap zijn deze bevoegdheden toegewezen aan het Agentschap Zorg en Gezondheid en de Zorginspectie.

## Huidige Federale Gezondheidsinspecteurs
De huidige Federale Gezondheidsinspecteurs (anno 2020) zijn:
| Provincie       | Federale Gezondheidsinspecteur           |
| --------------- | ---------------------------------------- |
| Antwerpen       | Dr. Winne Haenen Mevr. Divina Claes      |
| Limburg         | Dr. Winne Haenen Mevr. Divina Claes      |
| Vlaams-Brabant  | Dr. Winne Haenen Mevr. Divina Claes      |
| Oost-Vlaanderen | Dhr. Tom Durnez                          |
| West-Vlaanderen | Dhr. Tom Durnez                          |
| Brussel         | Dhr. Pascal Rosière Dhr. Frédéric Defays |
| Luik            | Dhr. Olivier Lambiet                     |
| Luxemburg       | Dhr. Olivier Lambiet                     |
| Henegouwen      | Dr. Didier Taminiau Mevr. Coralie Jozeau |
| Waals-Brabant   | Dr. Didier Taminiau Mevr. Coralie Jozeau |
| Namen           | Dr. Didier Taminiau Mevr. Coralie Jozeau |

## Provinciale Geneeskundige Commissies
Onderstaande Federale Gezondheidsinspecteurs zetelen in de Provinciale Geneeskundige Commissie van hun eigen taalrol.
| Gewest          | Federale Gezondheidsinspecteur |
| --------------- | ------------------------------ |
| Vlaamse taalrol | Dr. Katrien Machiels           |
| Franse taalrol  | Dr. Isabelle Renard            |